# Chiesa di San Michele Arcangelo (Anacapri)
La chiesa di San Michele Arcangelo è una chiesa monumentale situata nel centro storico di Anacapri: è retta dalla parrocchia della chiesa di Santa Sofia ed è anche nota col nome di chiesa del Paradiso terrestre per via del pavimento maiolicato raffigurante l'omonima scena biblica presente al suo interno.

## Storia
Suor Serafina di Dio, al secolo Prudenza Pisa, invocò l'arcangelo Michele affinché liberasse Vienna dall'assedio degli ottomani, che perdurava da due mesi: fu così che il 12 settembre 1638 il re Giovanni III Sobieski, a capo della coalizione cristiana, riuscì nell'impresa di sconfiggere l'esercito nemico, nei pressi del Kalhenberg. Per mantenere fede al voto fatto la suora iniziò la costruzione di sette monasteri di clausura, tutti che si ispiravano alle regole dettate da santa Teresa d'Ávila, in diversi punti della Campania, precisamente a Capri, ad Anacapri, a Vico Equense, a Fisciano, a Torre del Greco e due a Massa Lubrense. Quello di Anacapri, che ospitava monache di clausura, venne ricavato riutilizzando un conservatorio musicale e verteva intorno a due chiostri.

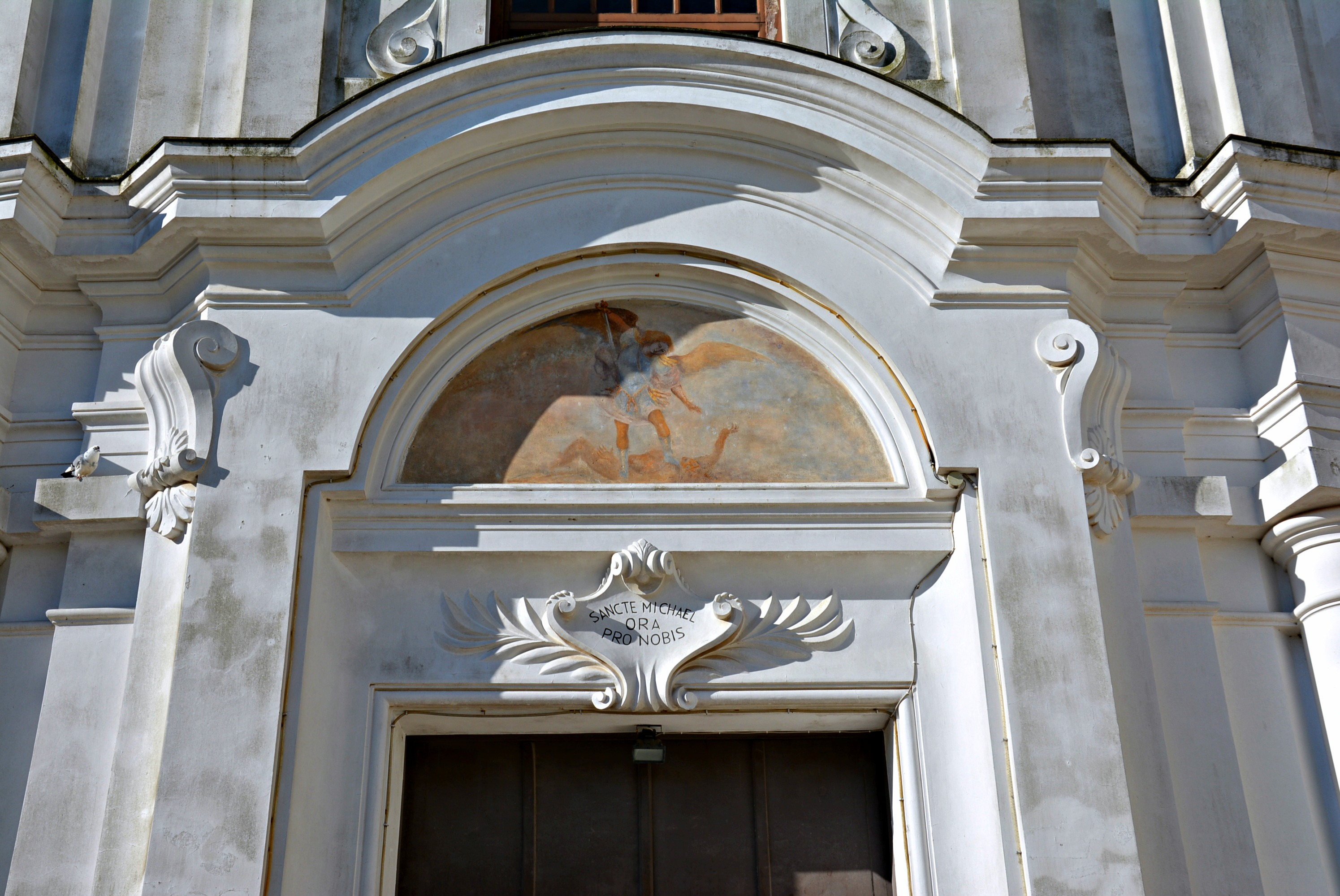
Particolare della facciata

Circa un decennio dopo la fondazione del monastero, precisamente nel 1698, suor Serafina volle edificare anche una chiesa. Con molta probabilità si occupò del progetto Domenico Antonio Vaccaro: la chiesa, nelle sue forme infatti, risulta essere molto simile alla chiesa di Santa Maria della Concezione a Montecalvario a Napoli, realizzata dallo stesso Vaccaro pochi anni dopo; inoltre, presumibilmente, l'artista era già stato sull'isola di Capri per un suo intervento durante la costruzione della chiesa di Santa Sofia: tuttavia anche di questo non si ha la certezza. Due storici, Camillo Napoleone Sasso e Roberto Pane non citano però nei loro testi il Vaccaro: in un secondo momento però Pane sembra concordare con quanto detto da Amedeo Maiuri per l'attribuzione del disegno all'architetto napoletano; inoltre è noto un carteggio tra le monache e il Vaccaro nel 1715 ed un pagamento effettuato a suo nome nel 1719. I lavori di costruzioni iniziarono nel luogo in cui precedentemente sorgeva la chiesa di San Nicola, di cui si conserva il chiostro e il campanile, utilizzando, secondo Niccolò Antonio Squillace, le offerte di quindicimila ducati napoletani di Antonio Migliacci, un gentiluomo sardo che soleva risiedere sull'isola di Capri durante il periodo estivo, invece di restare a Napoli, città dove viveva. Tuttavia i lavori si fermarono per mancanza di fondi: fu soltanto grazie a monsignore Michele Gallo di Vandeneynde, vescovo di Capri dal 1690 al 1727, che, utilizzando interamente il suo patrimonio personale, la struttura venne portata al termine. La chiesa venne consacrata nel 1719.
Tra il 1806 e il 1808, durante l'occupazione inglese, il tempio venne soppresso e con l'arrivo dei francesi, nel 1808, fu soppresso anche il monastero: l'intero complesso venne utilizzato come deposito e alloggi per i militari. Nel 1814, quando i militari abbandonarono la struttura per una sistemazione più comoda, furono avanzi dei progetti di restauri: questi iniziarono nel 1815, per terminare nel 1817, quando la chiesa venne riaperta al culto, precisamente il 10 giugno, grazie ad un regio decreto firmato da Ferdinando I delle Due Sicilie, il quale l'affidava alla Congregazione laica dell'Immacolata Concezione, fondata nel 1865; il convento venne venduto a privati. La congrega, nel corso degli anni, si è occupata del mantenimento e dei successivi restauri della chiesa.

## Descrizione

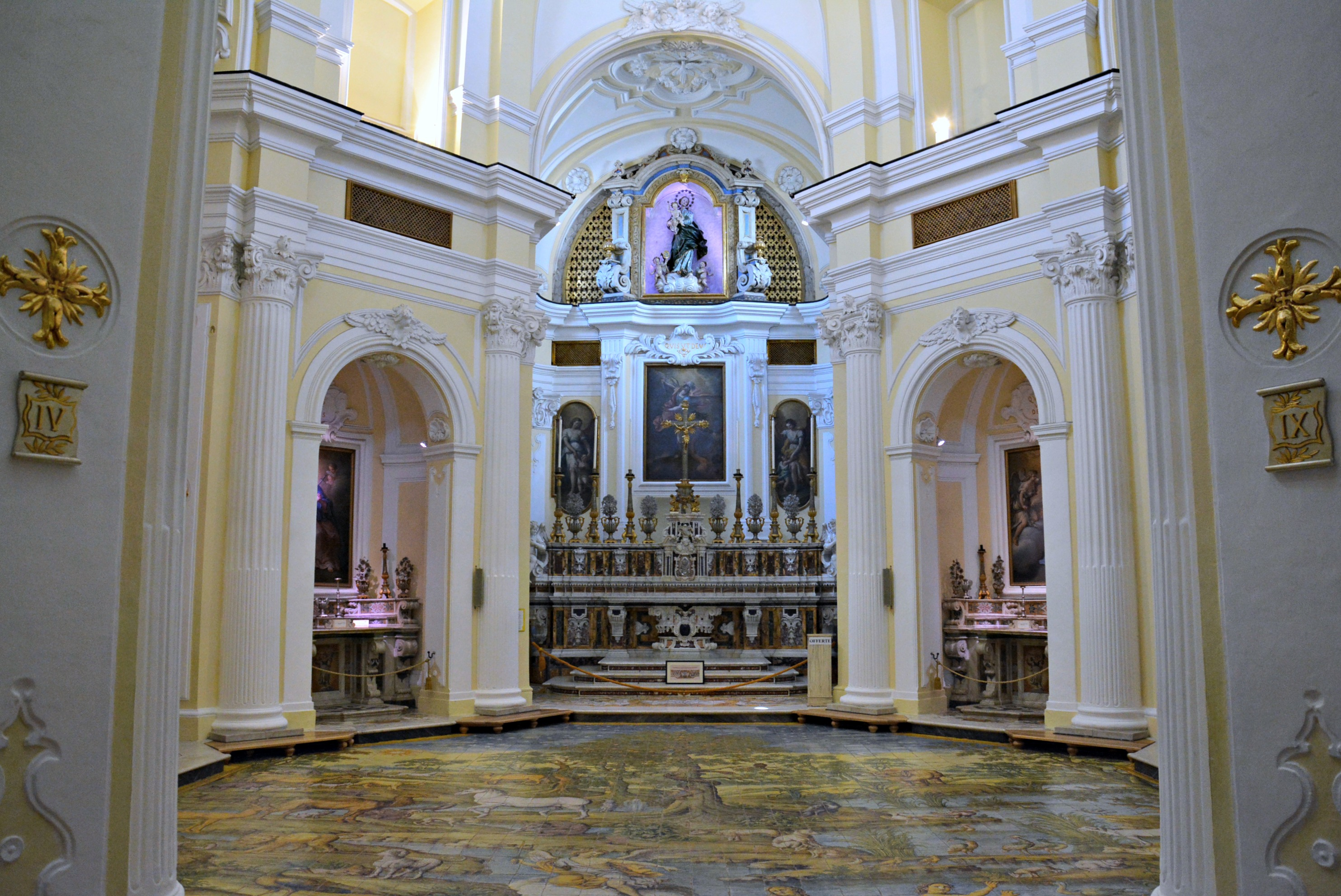
L'interno

La facciata della chiesa è divisa in due parti da una trabeazione; la parte inferiore è suddivisa in tre scomparti da quattro colonne: al centro si trova il portale d'ingresso maggiore, sormontato da una lunetta nella quale è affrescato San Michele, con ali spiegate e una spada nella mano destra, probabilmente ispirato a un disegno di Guido Reni, mentre ai lati due ingressi più piccoli, sormontati da finestre ovali. La zona superiore invece è anch'essa divisa in tre scomparti tramite quattro lesene: nella parte centrale, che termina a timpano con sulla sommità una croce in ferro, è posto un finestrone, mentre gli scomparti laterali sono decorati con stucchi.
Internamente la chiesa ha una pianta ottagonale, a forma di una croce greca, leggermente allungata in direzione dell'ingresso, dell'abside e di due altari laterali, e cupola centrale: misura in totale ventuno metri di lunghezza per quindici di larghezza; l'interno è illuminato da alcune finestre poste ai lati dell'abside, sui fianchi della cupola e sull'ingresso: questa illuminazione è stata studiata in modo da fornire una luce intensa ma pacata. Tutte le decorazioni interne sono in puro stile barocco con decorazioni a stucco di rosoni, festoni, cartigli, angeli, conchiglie, angeli e colonne scanalate, sormontate da capitelli in ordine corinzio e poste ai lati delle cappelle, aventi più un motivo ornamentale che strutturale; l'intera chiesa è pavimentata con riggiole in maioliche, dipinte in modo tale da raffigurare il Paradiso terrestre e peccato originale, opera di Leonardo Chianese. Il vestibolo è sormontato dalla cantoria nella quale è presente una statua della Madonna col Bambino, opera di Nicolò Fumo.

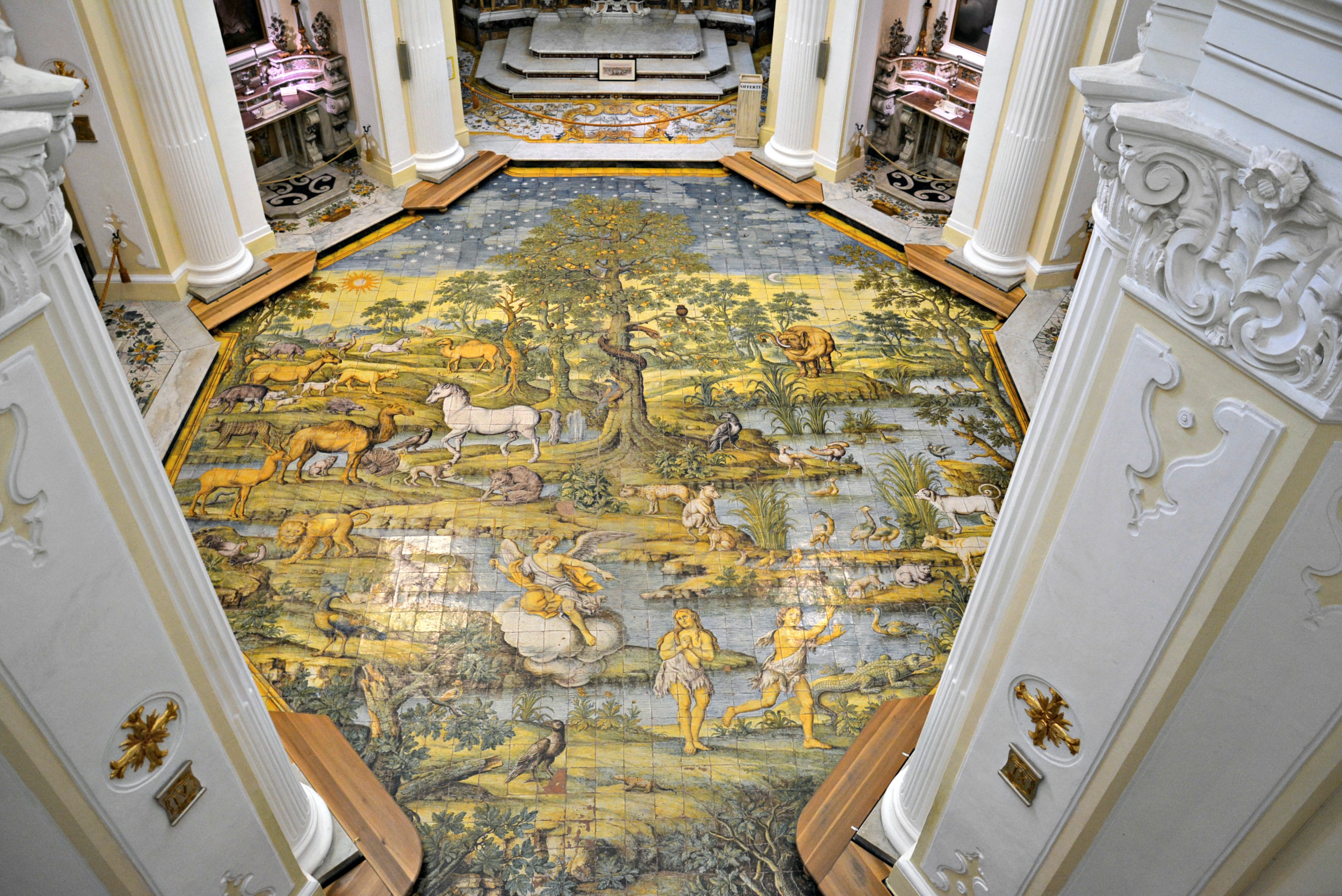
Il pavimento maiolicato

Le cappelle, comprese l'altare maggiore, sono sette a simboleggiare i sette doni dello Spirito Santo: sono disposte tre su ogni lato, con una centrale, dalla forma absidale, e due agli angoli, dalla forma a conchiglia. Le cappelle presentano una pavimentazione in maioliche in colore azzurro e giallo con inserti di raffigurazioni di cesti di frutta e fiori, mentre gli altari, realizzati da artigiani capresi, sono in legno dipinto tendente a riprodurre l'effetto del marmo: probabilmente questi dovevano essere momentanei per poi essere successivamente sostituiti da altri in vero marmo, non più realizzati a causa della soppressione del monastero a seguito dell'edito promulgato da Gioacchino Murat il 12 novembre 1808. Tutte le cappelle sono dedicate alla Vergine Maria e agli angeli custodi: sul lato sinistro, la prima cappella ha una tela di Paolo De Matteis raffigurante l'Angelo custode, la seconda cappella, al centro, ha una Madonna del Carmine e santi Giuseppe e Teresa, opera del De Matteis, e ai lati Madonna che dà l'abito a san Simone Stock e Visione di san Giovanni della Croce, entrambe di Francesco Solimena, e la terza cappella Addolorata, opera pittorica sempre del De Matteis. Sul lato destro i dipinti sono tutti di Paolo De Matteis, in particolare, nella prima cappella Raffaele e Tobiolo, nella seconda Assunta tra i santi Nicola e Biagio e nella terza Annunciazione: tutte le pitture presenti nella chiesa sono datate al 1719 o comunque qualche anno dopo la sua consacrazione.

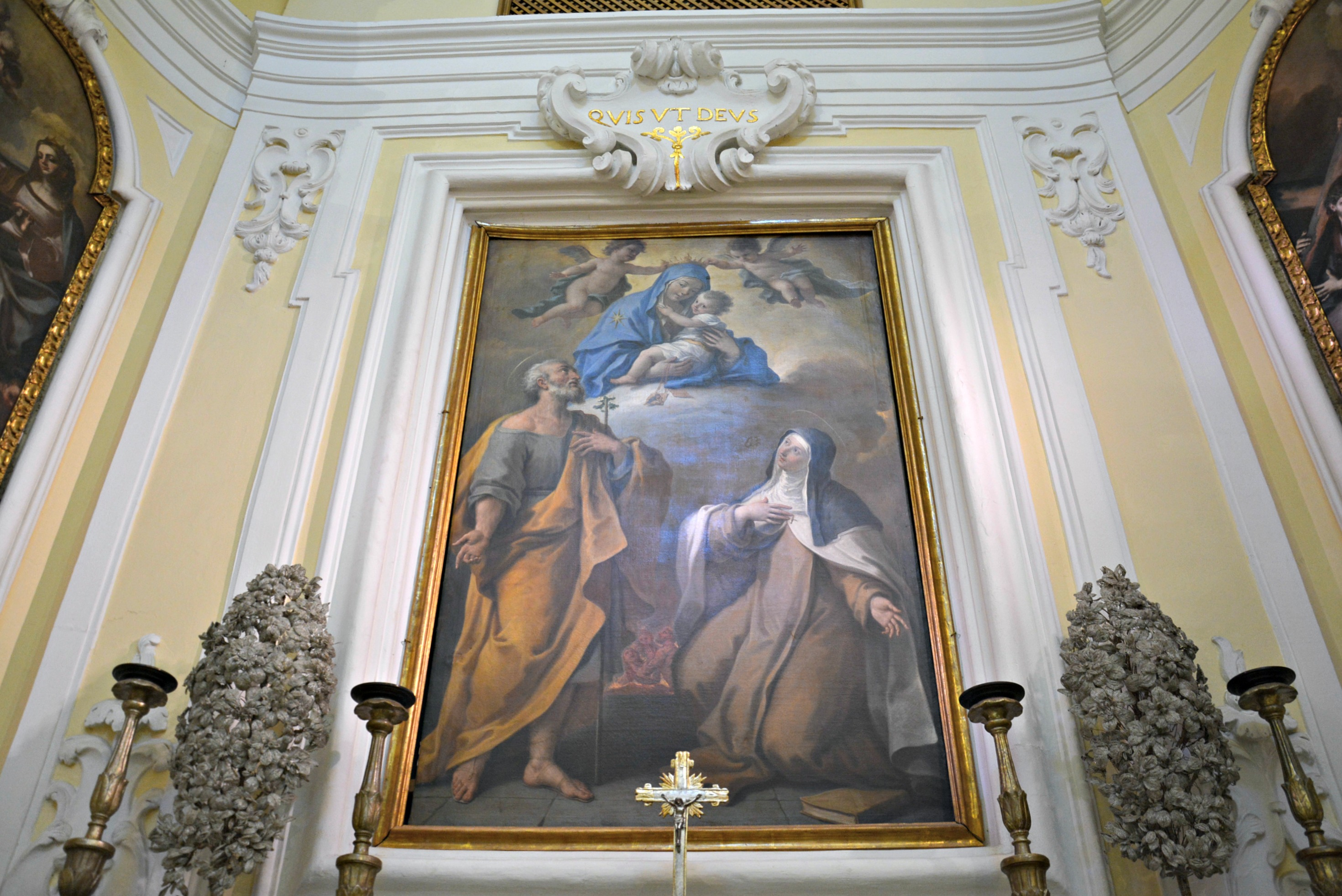
Madonna del Carmine e santi Giuseppe e Teresa di Paolo De Matteis

L'altare maggiore, in stile barocco e rococò, è stato realizzato dall'artista napoletano Agostino Chirola, dopo che aveva realizzato dei modelli in creta, su disegno dell'ingegnere Angelo Barletta e commissionato da Francesco Cattaneo, educatore di Ferdinando I, nel 1761: questo venne realizzato a Napoli e trasportato sull'isola di Capri tramite delle feluche, salito ad Anacapri a dorso di mulo percorrendo la scala Fenicia e infine assemblato sul posto; venne consacrato l'11 ottobre 1761. L'altare è realizzato in marmo di Carrara e pietre dure come lapislazzuli, alabastro e marmo verde antico e giallo antico: non si è esclude che pezzi di marmi possono essere stati riutilizzati da alcune ville di epoca romana presenti sull'isola; alle estremità dell'altare due angeli a tutto tondo, sempre in marmo di Carrara: sembra che inizialmente le monache avrebbero voluto affidare la realizzazione di queste due sculture a Francesco Pagano o Giuseppe Sanmartino, ma successivamente la scelta sarebbe caduta sullo stesso Chirola e al termine dei lavori, soddisfatte del risultato finale, avrebbero pagato all'artista un compenso di seicentocinquanta ducati invece di seicentoquindici come precedentemente pattuito. Completano la zona dell'altare maggiore una pala di Nicola Malinconico raffigurante San Michele arcangelo, con ai lati due dipinti di angeli, opera di Paolo De Matteis, e sulle pareti laterali Orazione nell'orto e Natività entrambe di Giacomo del Pò, mentre nella lunetta sopra la pala è posta una statua in legno dell'Immacolata; il pavimento dell'abside è sempre in maioliche con la raffigurazione di un pellicano che si strappa le carni per nutrire i piccoli con il proprio sangue, contornati da ghirlande e putti: probabilmente il cartone preparatorio per l'opera è stato realizzato da Giuseppe Sanmartino. Alle spalle dell'altare maggiore è sepolto il vescovo Michele Gallo di Vandeneynde. Su tutti gli altari sono presenti candelabri, croci e giare contenenti delle frasche ricamate con perle, lavoro delle monache di clausure risalenti a quando il convento era ancora attivo.
Nella sacrestia, adibita a spazio museale, sono presenti due piccole statue in legno raffiguranti Santa Teresa d'Avila e San Giovan Giuseppe della Croce, probabilmente della bottega di Francesco Patalano ma scolpite da due artisti diversi.